# Scott Fischer
Scott Fischer (ur. 24 grudnia 1955, zm. 11 maja 1996) – amerykański alpinista i himalaista.
We wczesnych latach 1980. założył agencję „Mountain Madness”, która specjalizowała się w organizowaniu wypraw wysokogórskich. W 1992 zdobył K2, przy zejściu ratując życie nowozelandzkiemu wspinaczowi Gary’emu Ballowi, który z powodu choroby płuc nie był w stanie poruszać się o własnych siłach. W 1994 zdobył Mount Everest bez dodatkowego tlenu, a w 1995 jako pierwszy w historii wprowadził klientów komercyjnej wyprawy na szczyt ośmiotysięczny.
Zginął w tragicznym sezonie 1996, podczas nieudanego zejścia z Mount Everest. Jego ciało zostało odnalezione poniżej wysokości 8400 metrów i pogrzebane przez Anatolija Bukriejewa niecały rok później.